# 1910 год в кино

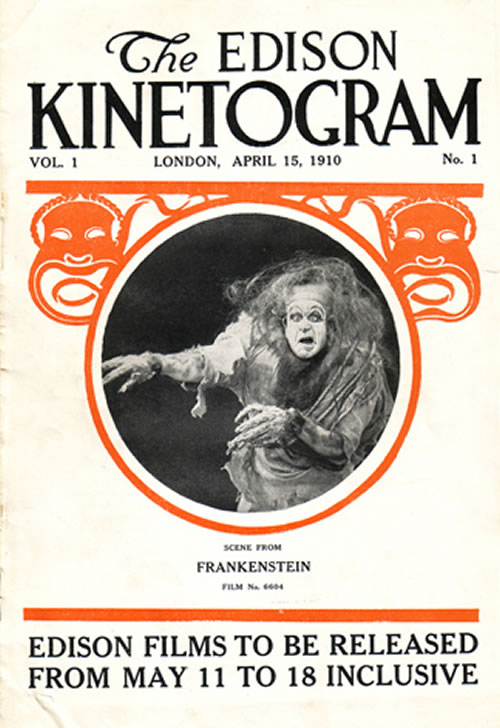
фильм «Франкенштейн»

## Фильмы

### Мировое кино
- «Аталия»/Athalie, Франция (реж. Мишель Карре и Альбер Капеллани)
- «Король Лир»/Re Lear, Италия (реж. Джероламо Ло Савьо)
- «Франкенштейн»/Frakenstein, США (реж. Дж. Сирл Доули)

### Российское кино
- «Анна Каренина», (реж. Андре Мэтр)
- «Богдан Хмельницкий», (реж. Н. Черневский)
- «Боярин Орша», (реж. Пётр Чардынин)
- «В полночь на кладбище», (реж. Василий Гончаров)
- «В студенческие годы», (реж. Пётр Чардынин)
- «Волга и Сибирь», (реж. Василий Гончаров)
- «Вторая молодость», (реж. Пётр Чардынин)

фильм «Жизнь и смерть Пушкина»

- «Жизнь и смерть Пушкина», (реж. Василий Гончаров)
- «Идиот», (реж. Пётр Чардынин)
- «Княжна Тараканова», (реж. Кай Ганзен, Андре Мэтр)
- «Коробейники», (реж. Василий Гончаров)
- «Л’Хаим/За жизнь», (реж. Андре Метр, Кай Ганзен)
- «Лейтенант Ергунов», (реж. Кай Ганзен, Андре Мэтр)
- «Любовь за гробом, или Жизнь за жизнь», (реж. Пётр Чардынин)
- «Мания величия, или Записки сумасшедшего, Васильки», (реж. Пётр Чардынин)
- «Мара», (реж. Андре Мэтр)
- «Марфа-посадница/Падение Новгорода Великого», (реж. Андре Мэтр)
- «Наполеон в России», (реж. Василий Гончаров)
- «Пётр Великий/Жизнь и смерть Петра Великого», (реж. Кай Ганзен, Василий Гончаров)
- «Пиковая дама», (реж. Пётр Чардынин)
- «Поединок», (реж. Андре Мэтр)
- «Русалка», (реж. Василий Гончаров)
- «Цыгане», (реж. Андре Мэтр)

## Знаменательные события
- Снят один из первых полнометражных фильмов — «Арсен Люпен против Шерлока Холмса», состоящий из пяти стандартных частей.
- Фирма Pathé начала выпуск первой киноплёнки на негорючей основе шириной 28-мм и пригодной для просмотра в неприспособленных помещениях, в том числе дома[1].

## Персоналии

### Родились
- 8 января — Галина Уланова, выдающаяся русская балерина, народная артистка СССР.
- 10 января — Пегги Шэннон, американская киноактриса и театральная актриса.
- 12 января — Луиза Райнер, немецкая актриса.
- 24 января — Андрей Тутышкин, актёр, режиссёр, заслуженный артист РСФСР.
- 26 января — Тамаш Майор, венгерский актёр, режиссёр, общественный деятель.
- 8 февраля — Штеффи Дуна, популярная в 1930-е годы в США и Великобритания актриса.
- 14 февраля — Степан Крылов, советский актёр, заслуженный артист РСФСР.
- 22 февраля — Моисей Магид, советский кинооператор.
- 25 февраля — Уини Шоу, американская актриса.
- 25 февраля — Павел Клушанцев, советский режиссёр, заслуженный деятель искусств РСФСР (1970).
- 1 марта — Дэвид Найвен, британский киноактёр.
- 8 марта — Клер Тревор, американская актриса.
- 23 марта — Акира Куросава, японский кинорежиссёр, продюсер и сценарист.
- 4 апреля — Юрий Герман, советский драматург и киносценарист.
- 7 апреля — Иван Соловьёв, советский актёр театра и кино, режиссёр.
- 10 апреля — Виктор Кулаков, советский киноактёр.
- 26 апреля — Жуань Линъюй, китайская актриса немого кино.
- 29 апреля — Долли Хаас, киноактриса и театральная актриса.
- 2 мая — Максим Мунзук, актёр.
- 3 мая — Елена Юнгер, актриса, народная артистка РСФСР.
- 28 мая — Рэйчел Кемпсон, британская актриса.
- 3 июня — Полетт Годдар, американская актриса, номинантка на премию «Оскар».
- 15 июня — Ипполит Хвичиа, советский киноактёр, народный артист Грузинской ССР.
- 23 июня — Жан Ануй, французский драматург и сценарист
- 26 июня — Лау Лауритцен, датский кинорежиссёр, актёр и сценарист.
- 4 июля — Глория Стюарт, американская актриса.
- 5 июля — Иосиф Склют, советский драматург, киносценарист.
- 14 июля — Уильям Ханна, американский мультипликатор.
- 17 июля — Барбара О’Нил, американская актриса.
- 3 августа — Вацлав Дворжецкий, советский актёр театра и кино, народный артист РСФСР.
- 11 августа — Филипп Агостини, французский кинооператор, режиссёр и сценарист.
- 8 сентября — Жан-Луи Барро, французский актёр и режиссёр.
- 15 сентября — Шукур Бурханов, советский актёр театра и кино, народный артист СССР
- 8 октября — Борис Коковкин, советский актёр театра и кино.
- 15 октября — Гурген Баласанян, советский режиссёр и сценарист.
- 16 октября — Юань Вэньшу, китайский сценарист, драматург и теоретик кино.
- 2 ноября — Михаил Чубинидзе, советский актёр театра и кино, народный артист СССР.
- 12 ноября — Курт Хофман, немецкий кинорежиссёр, сценарист, продюсер и монтажёр.
- 8 декабря — Каталин Каради, венгерская актриса и певица
- 10 декабря — Сидни Фокс, американская актриса.
- 26 декабря — Виталий Лебский, советский актёр, режиссёр и педагог.
- Зусман Рогозовский, деятель советского кинематографа.